# إميل بوتا
إميل بوتا (بالرومانية: Emil Botta)‏ هو مؤلف وكاتب وشاعر وممثل روماني، ولد في 15 سبتمبر 1911 في رومانيا، وتوفي في 24 يوليو 1977 ببوخارست في رومانيا.

## وصلات خارجية
- إميل بوتا على موقع IMDb (الإنجليزية)
- إميل بوتا على موقع ألو سيني (الفرنسية)
- إميل بوتا على موقع قاعدة بيانات الأفلام السويدية (السويدية)
- إميل بوتا على موقع ديسكوغز (الإنجليزية)
- إميل بوتا على موقع قاعدة بيانات الفيلم (الإنجليزية)
- إميل بوتا على موقع ليتربوكسد (الإنجليزية)
- إميل بوتا على موقع كينوبويسك (الروسية)